# Ерик Робинсон
Ерик Робинсон (енгл. Eric Robinson) је бивши британски ватерполиста, учесник Летњих олимпијских игара 1900.
На ватерполо турниру на Олимпијским играма 1900. Ериксон је био члан британске екипе ПК Озборн из Манчестера. У четвртфиналу су победили Френсцуску екипу Tritons Lillois са 12:9. Полуфинале су одиграли против друге екипе Pupilles de Neptune de Lille и победили 10:1, као и у финалу бегијски Пливачки клуб из Брисел са 7:2 и тако освојили златну медаљу.